# Antikörper
Antikörper er det andet album fra det tyske NDH-band Eisbrecher, hvorfra der blev udgivet to singler Leider og Vergissmeinnicht. Albummet udkom i oktober 2006 og fik en 85. plads på den tyske album-hitliste.

## Sange på Albummet
1. Der Anfang (Begyndelsen)
2. Adrenalin (Adrenalin)
3. Leider (Desværre)
4. Antikörper (Antistof)
5. Entlassen (Afvis)
6. Ohne Dich (Uden Dig)
7. Phosphor (Fosfor)
8. Kein Mitleid (Ingen medlidenhed)
9. Kinder Der Nacht (Børn af Natten)
10. Vergissmeinnicht (Glem-mig-ikke)
11. Freisturz (Freisturz)
12. Wie Tief (Hvordan Low)
13. Das Ende (Afslutningen)